# Maple Ridge (Columbia Britannica)
Maple Ridge è un comune del Canada, situato in Columbia Britannica, nella Metro Vancouver.